# 華潤醫療
華潤醫療控股有限公司，簡稱華潤醫療和華潤醫療控股（英語：China Resources Medical Holdings Company Limited，港交所：1515），華潤(集團）有限公司旗下公司。

## 历史
行政總裁張曉丹，主席王印。總部設於北京。在1988年，由徐捷女士於吉林市收購「吉林市創傷醫院」成立。而上市公司前身為「鳳凰醫療集團有限公司」。而業務在中國內地經營投资和管理的医疗机构行業。
股份在2013年11月29日於港交所主板上市。集資額為15.6億港元，招股價為7.38港元，全球發售股數為200,907,000股。
2016年4月11日，該公司以37.2億港元收購華潤醫療医院资产。
2018年10月, 公司名稱由華潤鳳凰醫療控股有限公司改為華潤醫療控股有限公司。

## 外部連結
- phg.com.cn （页面存档备份，存于）